# Trois Excellences
L'expression Trois Excellences (chinois traditionnel : 三公) ou Trois Seigneurs désigne les trois plus hauts officiers de la Dynastie Han (220 av. J.-C. à 207). Sous les Han occidentaux, les titres sont : Chancelier (丞相), Secrétaire Impérial (御史大夫), et Grand Commandant (太尉). Sous les Han orientaux le nom des trois excellences est changé en Ministre des Masses (司徒), Ministre des Travaux (司空), et Grand Commandant. Chacun étant responsable de différente partie du gouvernement, mais les séparations restaient souvent floues. Vers la fin de la dynastie, les positions étaient souvent vendues afin de renflouer les caisses de la maison impériale (et donc de l'État). Les trois excellences sont abolies par Cao Cao en 208 et remplacées par la position de Chancelier Impérial.

## Rang
Sous la dynastie Han, les serviteurs civils étaient classés en 20 rangs (réduit à 16 à partir de 32 av. J.-C.). Chaque rang était lié à un salaire, exprimé en boisseaux (chinois traditionnel : 石 ; pinyin : shi), allant de 10 000 boisseaux à cent boisseaux. Les Trois excellences avait naturellement le salaire le plus élevé, de 10 000 boisseaux.